# Willy Persyn
Willy Camiel Persyn (Wingene, 23 februari 1923 - 10 september 2019) was een Belgisch landbouwer, bestuurder en politicus voor de Volksunie.

## Biografie
Persyn volgde humaniora aan het Sint-Amanduscollege in Kortrijk en studeerde handel aan het instituut Notre-Dame de la Tombe in Kain bij Doornik. Tijdens zijn studies in Kortrijk werd hij lid van het Jong Volksche Front en op die manier verzeilde hij in de Vlaamse Beweging.
Zijn opleiding werd onderbroken door de Tweede Wereldoorlog. Na de oorlog trouwde hij in 1948 en nam hij de ouderlijke hoeve over. Hij was actief in de Boerenjeugdbond (BJB) en zette zich bij verschillende verenigingen in voor de landbouw. Hij was actief tijdens de 'drietandacties', landbouwersbetogingen in het begin van de jaren 60, zo genoemd naar het symbool van de acties, de drietand. Persyn was een van de oprichters van het Algemeen Boerensyndicaat (ABS) in 1962 en volgde in 1966 voorzitter Basiel Ferket op na diens overlijden. Omdat hij in 1968 op de kieslijst voor de senaat stond voor de Volksunie, nam hij dat jaar ontslag als voorzitter, volgens de reglementen van het ABS.
In 1958 werd hij voor de lijst Gemeentebelangen verkozen tot gemeenteraadslid van Wingene, waar hij van 1965 tot 1968 eerste schepen en van 1968 tot 1989 burgemeester was. Hij bleef twee decennia burgemeester, ook na de gemeentelijke fusie van 1977 waarbij Zwevezele bij Wingene kwam. Hij bleef burgemeester tot 1989. Bij de gemeenteraadsverkiezingen van 1988 behaalde hij met zijn lijst Gemeentebelangen de absolute meerderheid. Toen twee gemeenteraadsleden van de meerderheid overliepen naar de CVP, verloor hij zijn meerderheid en werd hij midden 1989 opgevolgd door Hendrik Verkest.
Bovendien zetelde Persyn van 1968 tot 1978 in de Senaat, van 1968 tot 1971 en van 1974 tot 1978 als rechtstreeks gekozen senator voor het arrondissement Roeselare-Tielt en van 1971 tot 1974 als provinciaal senator. In de periode december 1971-december 1978 had hij als gevolg van het toen bestaande dubbelmandaat ook zitting in de Cultuurraad voor de Nederlandse Cultuurgemeenschap. Als parlementslid hield hij zich bezig met landbouw en middenstand. Ook was hij van 1976 tot 1978 lid van het partijbestuur van de VU.

## Publicatie
In 2010 schreef hij in samenwerking met de heemkundige kring "Ons Wingene" het boek Kanttekeningen bij een oorlog: Wingene en de rand.

## Voetnoten
1. ↑  Biografische fiche Willy Persyn; Vlaams Parlement
2. ↑  Oud-burgemeester Willy Persyn overleden; Het Laatste Nieuws; 11 september 2019
3. ↑  Bart HAECK, Dorpspolitiek in Vlaanderen, De Tijd, 11 mei 2004
4. ↑  De WEVER Bart; Fiche Willy Persyn; Nieuwe Encyclopedie van de Vlaamse Beweging; Lannoo
5. ↑  Persyn schrijft boek; Het Nieuwsblad; 4 november 2010